# Tee
El tee és una llengua que es parla al sud de Nigèria. Es parla a la LGA de Tai a l'estat de Rivers.
El tee és una llengua ogoni del grup lingüístic de les llengües ogoni orientals, que pertanyen a la família de les llengües Delta Cross, que al seu torn són llengües Benué-Congo. Les altres llengües que formen part del mateix grup lingüístic són el gokana i el khana.

## Ús
El tee és una llengua que gaudeix d'un ús vigorós(6a); tot i que no està estandarditzada, és parlada per persones de totes les edats i generacions. Té un diccionari. Actualment és considerat un dialecte del khana, tot i que té un nombre de sons que no es troben en aquesta llengua.

## Fonologia
El sistema de sons del Tee és típic de les llengües ogonis i és idèntic al kana, amb l'excepció de quatre o cinc consonants que no existeixen en aquesta última llengua. El tee té tres tons: alt, mig i bax. Té set vocals orals, /i e ɛ a ɔ o u/ i cinc vocals nasals, /ĩ ẽ ã õ ũ/. Té les següents consonants:
|                   |                  | Bilabial | Alveolar | Alveolar | Palatal | Velar | Velar | Labial-velar |
| consonant central | Lateral          | Bilabial | plain    | lab.     | Palatal |       |       | Labial-velar |
| ----------------- | ---------------- | -------- | -------- | -------- | ------- | ----- | ----- | ------------ |
| Oclusiva          | consonant sorda  | p        | t        |          |         | k     | kʷ    | k͡p           |
| Oclusiva          | consonant sonora | b        | d        |          |         | ɡ     | ɡʷ    | ɡ͡b           |
| Fricativa         | sorda            |          | s        |          |         |       |       |              |
| Fricativa         | sonora           |          | z        |          |         |       |       |              |
| Nasal             | sorda            | (m̥)      | n̥        |          |         |       |       |              |
| Nasal             | sonora           | m        | n        |          | ɲ       |       | ŋʷ    |              |
| Aproximant        | sorda            |          |          | l̥        | ȷ̊       |       | w̥     | w̥            |
| Aproximant        | sonora           |          | ɹ        | l        | j       |       | w     | w            |